# Sankt Nikolai kyrka, Karlovac
Sankt Nikolai kyrka, (kroatiska: Crkva svetog Nikole; serbisk kyrilliska: Црква Светог Николе; latinska: Crkva svetog Nikole) också kallad Helige faderns sankt Nikolaus av Myras katedral, (Саборни храм светог оца Николаја Мирликијског/Saborni hram svetog oca Nikolaja Mirlikijskog) är en serbisk-ortodox katedral belägen vid Ban Josip Jelačićs torg, i Karlovacs historiska stadskärna i staden Karlovac i Karlovacs län, i centrala Kroatien.
Kyrkan är den Serbisk-ortodoxa kyrkans centrala helgedom i Gornji Karlovacs stift.  

## Historik

### Bakgrund
Antalet serber och serbisk-ortodoxa invånare i Karlovac var under 1700-talet försumbar och uppgick till några få familjer. Den 8 oktober 1781 tilldelade den tysk-romerske kejsaren och kroatiske kungen Josef II staden Karlovac status som "fri kunglig stad". Något senare samma månad (den 13 oktober 1781) godkände han toleranspatentet som medgav fri och otvungen religionsutövning inom det Habsburgska riket för icke-romersk-katolska trosutövare. Statusen som fri kunglig stad innebar snabb ekonomisk tillväxt vilket lockade till sig välbärgade serber till Karlovac.
År 1778 bestämde sig fyra serbiska köpmän att köpa mark i Karlovac för att uppföra ett kapell för serbisk-ortodoxa trosutövare. För detta ändamål lät de skicka en begäran om godkännande till den lokala magistraten där de förband sig att betala för alla materialkostnader och uppehälle för en serbisk-ortodox präst. Deras begäran godkändes och 1781 köpte de mark av lokalinvånaren Ferdinand Bulić för 3 000 forinter och 12 sekiner.

### Ursprungliga kyrkan
Den 12 oktober 1784 skickade den serbiska gemenskapen en begäran om bygglov för en kyrka till de lokala myndigheterna. Bygglovsansökan var dock inte utformad enligt myndigheternas krav. Myndigheterna krävde nämligen att kyrkan inte fick vara utsmyckad eller ha ett klocktorn. Kontroversen löstes den 3 januari 1785 då Ungerska guvernörsrådet genom biskop Jovans (Jovan Jovanović) ansträngningar godkände kyrkobyggnadens uppförande.
Den 28 april samma år inleddes arbetena med att uppföra Karlovacs första serbisk-ortodoxa helgedom. Som byggmästare anlitades den välrenommerade lokale befästningsspecialisten Josip Stiller. Kyrkobyggnaden uppfördes i barockstil enligt Stillers ritningar. Denne hade instruerats att kyrkan på grund av den liturgiska funktionen måste uppföras enligt samma plan och utseende som den serbisk-ortodoxa kyrkan i ungerska Szeged. År 1787 stod kyrkan färdig och den 9 mars 1803 invigdes den officiellt av biskop Petar (Vidak Jovanović). Kyrkans uppförande kostade 30 000 forinter och finansierades av köpmän från Karlovac och Trieste samt av privata donationer från det kommunala serbisk-ortodoxa samfundet.
Under andra världskriget och Ustaša-regimens styre i dåvarande Oberoende staten Kroatien plundrades kyrkan på värdefulla föremål. Den användes som varuförråd för beslagtagna serbers ägodelar men förstördes aldrig. Efter kriget restaurerades kyrkan och den öppnade därefter åter för trosutövare.    
Den 28–29 december 1991 då det kroatiska självständighetskriget brutit ut skadades kyrkan svårt i en explosion sedan kroatiska styrkor låtit minera den. Den 19 juni 1993 raserades större delen av kyrkobyggnaden sedan dess klocktorn, tak och delar av de bärande väggarna kollapsat till följd av den tidigare mineringen. Den 25 december 1993 minerades och förstördes de kvarvarande delarna av kyrkan.

### Nuvarande kyrkan
2001 vidtogs initiativ till att återuppbygga kyrkan och återställa dess forna glans.  2007 invigdes den som är en kopia av den gamla.    

## Bilder

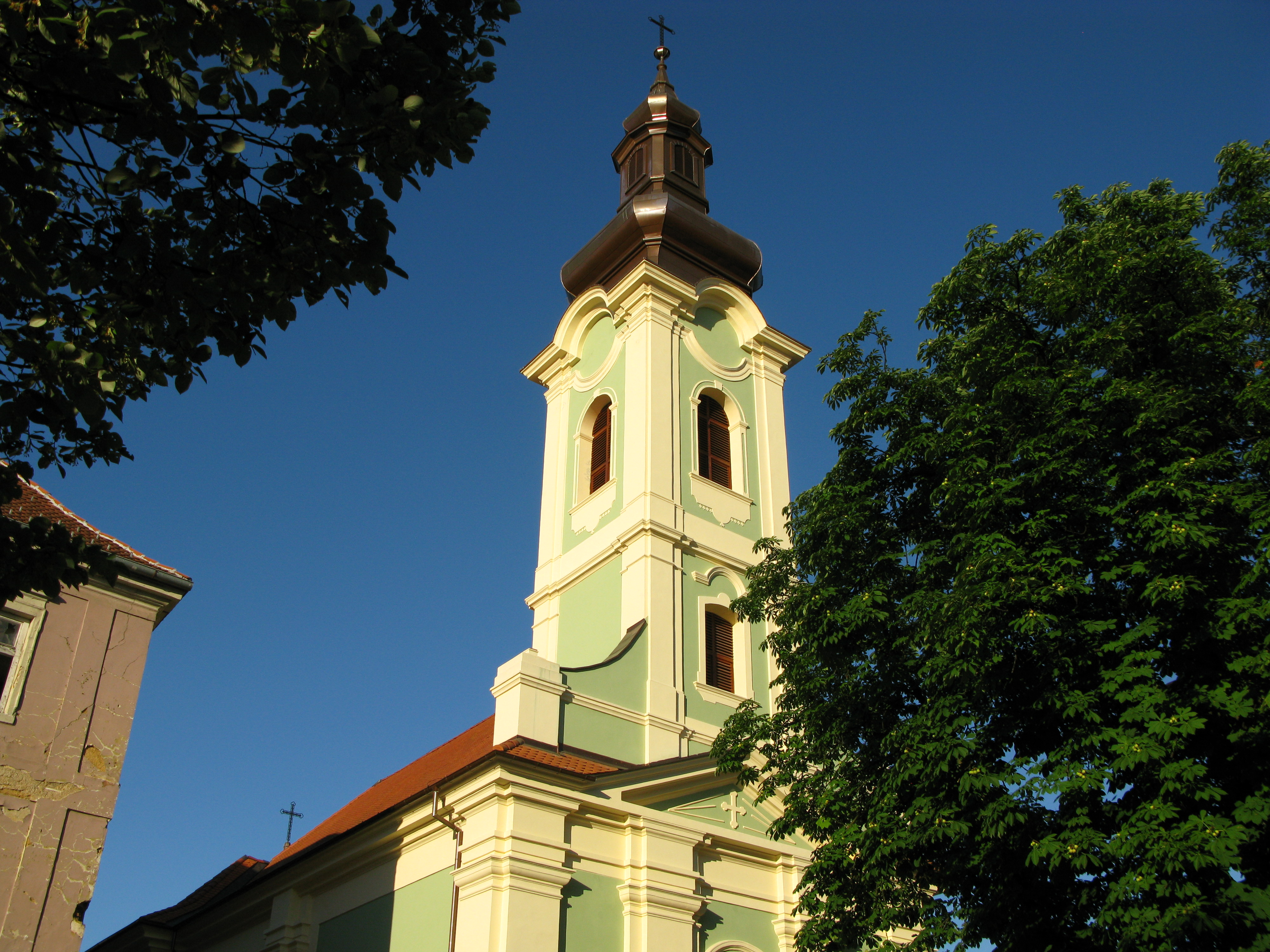
Närbild på klocktornet.
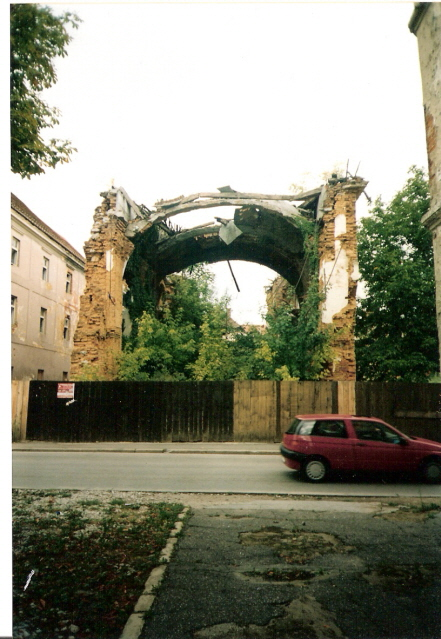
Sankt Nikolai kyrka år 1995.